# Cercopithecus sclateri
Cercopithèque de Sclater
Espèce
Statut de conservation UICN

 EN  : En danger
Cercopithecus sclateri, le Cercopithèque de Sclater, est une espèce de singes de la famille des Cercopithecidae.

## Répartition et habitat
Cette espèce est endémique du Sud du Nigeria. Elle vit dans la forêt tropicale humide de basse altitude et en particulier dans les forêts de transition du Cross et du Niger.

## Description
Cercopithecus sclateri mesure entre 80 et 120 cm pour un poids compris entre 2,5 et 4 kg. Le mâle est plus grand que la femelle.

## Systématique
Le nom valide complet (avec auteur) de ce taxon est Cercopithecus sclateri Pocock, 1904,.
Ce taxon porte en français les noms vernaculaires ou normalisés suivants : Cercopithèque de Sclater,,.

### Étymologie
Son épithète spécifique, sclateri, ainsi que son nom vernaculaire, de Sclater, lui ont été donnés en l'honneur de Philip Lutley Sclater (1829-1913).

### Publication originale
- (en) R. I. Pocock, « Description of a new species of spot-nosed monkey of the genus Cercopithecus », Proceedings of the Zoological Society of London, Londres, ZSL, vol. 1904,‎ 1904, p. 433-436 (ISSN 0370-2774, OCLC 1779524, BNF 32843178, lire en ligne).